# 1939年のスポーツ

## できごと
- 1月15日 - 大相撲の双葉山定次、安藝ノ海節男に敗れ、連勝記録が69でストップ

## 総合競技大会
- 第6回国際学生冬季競技大会（ノルウェー・リレハンメル・2月19日～23日）
- 第9回国際学生競技大会（モナコ・モンテカルロ・8月21日～29日）
- 第5回国際ろう者競技大会（スウェーデン・ストックホルム・8月24日～27日）

- 第10回明治神宮国民体育大会（夏季 - 9月21日～24日、秋季 - 10月29日～11月3日）

## アイスホッケー
- スタンレーカップ決勝（1938-1939シーズン）
ボストン・ブルーインズ （4勝1敗） トロント・メープルリーフス

## アメリカンフットボール
- NFLチャンピオンシップゲーム（12月10日）
グリーンベイ・パッカーズ（西） 27-0 ニューヨーク・ジャイアンツ（東）

## 大相撲
できごと
- 連勝を続けていた横綱双葉山は、春場所4日目、新鋭安芸ノ海に敗れ、連勝は69でとまった。
- 夏場所から興行日数は15日間になった。

幕内最高優勝
- 春（1月12日初日、両国国技館）:西前頭17　出羽湊利吉（13戦全勝）
- 夏（5月11日初日、両国国技館）:東横綱　双葉山定次（15戦全勝）

十両優勝
- 春:照國万蔵（11勝2敗）
- 夏:四海波好一郎（13勝2敗）

## ゴルフ

### 世界4大大会（男子）
- マスターズ優勝者：ラルフ・ガルダール（アメリカ）
- 全米オープン優勝者：バイロン・ネルソン（アメリカ）
- 全英オープン優勝者：ディック・バートン（イギリス）
- 全米プロゴルフ優勝者：ヘンリー・ピカード（アメリカ）

## 自転車競技

### ロードレース
- 第27回ジロ・デ・イタリア
総合優勝：ジョバンニ・パレッティ（イタリア）
- 第33回ツール・ド・フランス
総合優勝：シルベール・マエス（ベルギー）

## テニス

### グランドスラム
- 全豪選手権　男子単優勝：ジョン・ブロムウィッチ（オーストラリア）、女子単優勝：エミリー・フッド・ウェスタコット（オーストラリア）
- 全仏選手権　男子単優勝：ドン・マクニール（アメリカ）、女子単優勝：シモーヌ・マチュー（フランス）
- ウィンブルドン　男子単優勝：ボビー・リッグス（アメリカ）、女子単優勝：アリス・マーブル（アメリカ）
- 全米選手権　男子単優勝：ボビー・リッグス（アメリカ）、女子単優勝：アリス・マーブル（アメリカ）

## 野球

### 日本

#### プロ野球
- 優勝:東京巨人軍　66勝26敗
  - 個人タイトル
    - 最優秀選手 - スタルヒン（東京巨人軍）
    - 首位打者 - 川上哲治（東京巨人軍）．338
    - 本塁打王 - 鶴岡一人（南海ホークス）10本
    - 打点王 - 川上哲治（東京巨人軍）75点
    - 盗塁王 - 山田伝（阪急ブレーブス）・五味芳夫（名古屋金鯱軍） 30個
    - 最多安打 - 川上哲治（東京巨人軍）116本
    - 最優秀防御率 - 若林忠志（大阪タイガース）1.09
    - 最多勝利 - 野口二郎（東京セネタース）33勝　　
    - 最多奪三振 - スタルヒン（東京巨人軍）282個
    - 最高勝率 - 御園生崇男（大阪タイガース）．824

#### 東京大学野球
- 8月16日 - 文部省が平日の試合禁止を通達。
  - 春 - 早慶の優勝決定戦により、早大が優勝。
  - 秋 - 早慶の優勝決定戦により、慶大が優勝。

#### 中等野球
- 第16回全国選抜中等学校野球大会決勝（阪神甲子園球場・4月3日）
東邦商業（愛知県） 7-0 岐阜商業（岐阜県）
- 第25回全国中等学校優勝野球大会決勝（阪神甲子園球場・8月20日）
海草中学（和歌山県） 5-0 下関商業（山口県）

### アメリカ大リーグ
- ワールドシリーズ
ニューヨーク・ヤンキース（ア・リーグ） （4戦全勝） シンシナティ・レッズ（ナ・リーグ）

## 誕生
- 1月3日 - ボビー・ハル（カナダ、アイスホッケー）
- 1月6日 - マレー・ローズ（オーストラリア、水泳）
- 1月18日 - 山中毅（石川県、水泳）
- 3月8日 - 鎌田実（兵庫県、野球）
- 3月8日 - リディア・スコブリコワ（ソビエト連邦、スピードスケート）
- 3月17日 - ジョバンニ・トラパットーニ（イタリア、サッカー）
- 4月1日 - フィル・ニークロ（アメリカ、野球）
- 4月1日 - ウィルヘルム・ブンゲルト（ドイツ、テニス）
- 4月4日 - ジョアン・カーナー（アメリカ、ゴルフ）
- 4月8日 - 安藤統男（茨城県、野球）
- 4月15日 - 小出義雄（千葉県、陸上競技）
- 5月29日 - アル・アンサー（アメリカ、レーシングドライバー）
- 6月11日 - ジャッキー・スチュワート（イギリス、レーシングドライバー）
- 6月18日 - ルー・ブロック（アメリカ、野球）
- 8月22日 - カール・ヤストレムスキー（アメリカ、野球）
- 8月27日 - ニコラ・ピリッチ（ユーゴスラビア、テニス）
- 9月22日 - 田部井淳子（福島県、登山家）
- 9月27日 - キャシー・ウィットワース（アメリカ、ゴルフ）
- 10月11日 - マリア・ブエノ（ブラジル、テニス）
- 10月26日 - 安藤元博（香川県、野球、+1996年）
- 10月29日 - 加茂周（兵庫県、サッカー）
- 11月24日 - 三宅義信（宮城県、ウエイトリフティング）
- 12月1日 - リー・トレビノ（アメリカ、ゴルフ）
- 12月4日 - 遠井吾郎（山口県、野球、+2005年）

## 死去
- 1月23日 - マティアス・シンデラー（オーストリア、サッカー、*1903年）
- 4月24日 - ルイ・トゥルスリエ（フランス、自転車競技、*1881年）
- 4月29日 - チャールズ・ディクソン（イギリス、テニス、*1873年）
- 5月2日 - 青木岩雄（兵庫県、テニス、*1901年）
- 8月21日 - 久慈次郎（岩手県、野球、*1898年）
- 11月28日 - ジェームズ・ネイスミス（カナダ、体育教師、*1861年）